# Jessen
Jessen es un municipio situado en el distrito de Wittenberg, en el estado federado de Sajonia-Anhalt (Alemania), a una altitud de 72 metros. Su población a finales de 2015 era de unos 14 500 habitantes y su densidad poblacional, 40 hab/km².